# Benjamín Videla Pinochet
Benjamín Videla Pinochet (Yumbel, 1828-Santiago, 1892) fue un militar y político liberal chileno. Hijo de José María Videla Lermanda y Mercedes Pinochet Seguel. Contrajo matrimonio con Carmela Ibáñez Ureta.

## Carrera militar
Hizo sus estudios primarios en Concepción para ingresar posteriormente a la Escuela Militar, desde 1845. Sirvió en la Araucanía en el Ejército de Granaderos, también estuvo en Valdivia, donde recibió el grado de teniente.
En 1851 se produjo la Revolución ante la negativa liberal de elegir a Manuel Montt como presidente, dirigida por el coronel Pedro Urriola Balbontín, a quien acompañó y se batió en Loncomilla (8 de diciembre de 1851), saliendo derrotado y herido en un muslo, quedando cojo por el resto de vida. Fue exiliado a Perú, de donde retornó a Chile por una Ley de Amnistía de 1862. Se mantuvo en Ejército, llegando a ser Teniente coronel en 1874.

## Carrera política
Fue miembro del Partido Liberal. Fue nombrado Gobernador de Linares y Parral (1874-1876). Ingresó luego como inspector a la Empresa de los Ferrocarriles del Estado (1880) y director de explotación (1885).
Se adhirió a la causa balmacedista en la Revolución de 1891, razón por la cual fue exonerado del Ejército y de la Empresa de los Ferrocarriles del Estado, tras la derrota en la Batalla de Placilla.
Ingresó al Partido Liberal Democrático y fue elegido Diputado por San Carlos y Chillán (1891-1894), integrando la comisión permanente de Gobierno y Relaciones Exteriores. Sin embargo, falleció antes de concluir su período legislativo (1892).